# Senador Salgado Filho
Senador Salgado Filho es un municipio brasileño del estado de Rio Grande do Sul.
Su población estimada para el año 2003 era de 2.797 habitantes.
Ocupa una superficie de 147,2 km².